# تعليم اللغة الإنجليزية لغير الناطقين بها

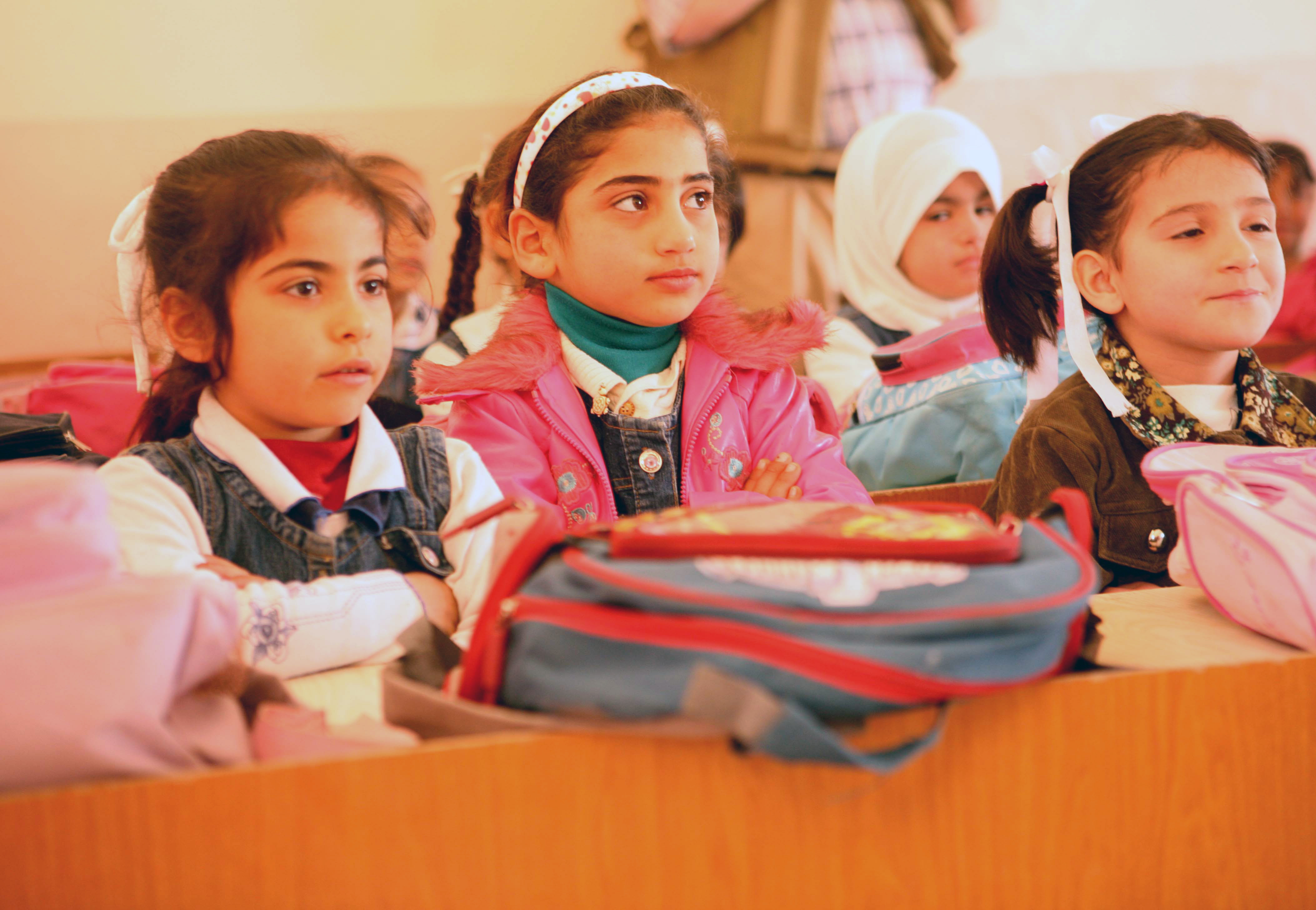

## تعليم اللغة الإنجليزية لغةً أجنبية
(TEFL) يشير إلى تعليم اللغة الإنجليزية لطلاب لغاتهم الاولى مختلفة ويمكن ان يحدث تعليم اللغة الإنجليزية لغةً أجنبية (TEFL) إما داخل نظام المدارس الحكومية أو بشكل أكثر خصوصية في مدرسة لغات أو مع مدرس، وايضا يمكن تعليم اللغة الإنجليزية لغةً أجنبية في بلد أشخاص ناطقين باللغة الإنجليزية من اجل الأشخاص الذين هاجروا إلى هناك إما مؤقتا أو بشكل دائم، وقد يكون مدرسو اللغة الإنجليزية لغةً أجنبية ناطقين أو غير ناطقين باللغة الإنجليزية. الاختصارات الأخرى ل TEFL (تعليم اللغة الإنجليزية لغةً أجنبية), هي TESL  (تعليم اللغة الإنجليزية لغةً ثانية) و TESOL (تعليم اللغة الإنجليزية لغير الناطقين بها) و ESL (اللغة الإنجليزية لغةً ثانية) يستخدم هذا المصطلح عادة في البلدان الناطقة باللغة الإنجليزية وغالبا ما يشير إلى التعلم وليس التعليم، [1] في حين يعرف الطلاب الذين يتعلمون اللغة الإنجليزية لغةً ثانية باسم ESL(طلاب اللغة الإنجليزية لغةً ثانيه) أو TEFL(طلاب اللغة الإنجليزية لغةً أجنبية) أو عمومًا، يشار اليهم ب ELLs (متعلمو اللغة الإنجليزية).

## تعليم اللغة الإنجليزية لغةً ثانية
(TESL) يشير إلى تعليم اللغة الإنجليزية للطلاب الذين لغتهم الأولى ليست الإنجليزية وعادة ما يتم تقديمها في منطقة تكون اللغة الإنجليزية هي اللغة السائدة فيها وتكون حالات الانغماس فاللغة الإنجليزية طبيعية وميالة للكثرة كونها لغة حية.
استخدمت مهنة التدريس أسماء مختلفة على مر التاريخ لTEFL  وTESL؛ ومع ذلك، فإن المصطلح الأكثر عمومية لتدريس اللغة الإنجليزية لغير الناطقين بها هو (TESOL)  حيث يستخدم بشكل متزايد لوصف المهنة فهو يغطي كل من TESLوTEFL كمصطلح شامل.[3] كل من الناطقين باللغة الإنجليزية وغير الناطقين بها دربوا بكفاءة ليكونوا معلمي اللغة الإنجليزية من اجل تدريس اللغة الإنجليزية لغةً ثانية لمتعلمي اللغة الإنجليزية اوELLs. يجب على المرء اجتياز اختبار كتابي وشفوي لإثبات الكفاءة. {اشار براون (1991.ص.257) إلى التقدم الذي احرزته مهنة TESOL (تعليم اللغة الإنجليزية لغير الناطقين بها) خلال 1970 والثمانينات،  بتحقيق الأهداف المرجوة مثل تحويل تركيزها من التدريس الموجه نحو المنتج، إلى التدريس الموجه نحو العملية، ومن مناهج ثابته إلى مناهج أكثر مرونة.
ادى استخدام هذه المصطلحات المختلفة إلى الارتباك حول خيارات التدريب لكل من الطلاب المحتملين واصحاب العمل،  نظرا لعدم وجود معيار عالمي لتدريب معلمي اللغة الإنجليزية، ومن المهم النظر إلى ما وراء الاختصار الفعلي للعنوان وهي مكونات البرنامج التدريبي. توفر البرامج ذات الشهادات القصيرة المدى التي  ليس لها انتماء اكاديمي مثلCELTA (شهادة تدريس اللغة الإنجليزية للكبار) أو غيرها من البرامج غير المعتمدة التي تقود إلى الحصول على شهادات الدرجة العلمية أو الشهادات المعتمدة  نقطة انطلاق جيدة لشروع  في الوظائف الدولية، حيث انهم بشكل عام يوفروا تدريبا كافيا للعمل مالم يكن لدى الشخص بالفعل خبرة كبيره وشهادة في مجال وثيق الصلة. يجب على الاشخاص المهتمين بالسعي للحصول على  مهنة مدرس لغة إنجليزية، الاستفادة من البرامج قصيرة المدى التي تؤدي إلى شهادة معترف بها من الجامعة أو برامج الدرجة العلمية مثل ماجستير في تعليم اللغة الإنجليزية لغير الناطقين  بها أو ماجستير في اللغويات التطبيقية (MA/Applied Linguistics ,MA/TESOL) خصوصا إذا كان الشخص يريد العمل في التعليم العالي. بسبب اوضاع الشهادات المربك يبحث اصحاب العمل الآن بشكل عام عن شهادة تعكس مالا يقل عن 100 ساعة من التدريس من اجل تحديد ما إذا كان المرشح لديه الاستعداد الكافي لبدء تدريس اللغة الإنجليزية. تتطلب المؤسسات ذات المعايير العالية من المتقدمين امتلاك درجة الماجستير في التوظيف.
سيحتاج الاشخاص الذين يرغبون في التدريس في نظام التعليم العامK-12 (من صف الروضة إلى الصف الثاني عشر) في الولايات المتحدة إلى رخصة معلم الولاية على الاقل وشهادة معتمدة لتعليم ELL(متعلمي اللغة الإنجليزية) أو أي مؤهلات حكومية أخرى ليكونوا مؤهلين لتدريس متعلمي اللغة الإنجليزية.
عند اختيار برنامج الدراسات العليا من المهم تحديد ما إذا كان البرنامج مصمما لتهيئة الطلاب للتدريس في اعداد (K-12) صف الروضة حتى الصف الثاني عشر أو اعداد تعليم الكبار. تم تصميم معظم البرامج لإعداد وتدريس احدهما ولكن ليس كلاهما.
في كاليفورنيا قد يصبح المعلمون معتمدين كمعلمين في كاليفورنيا لمتعلمي اللغة الإنجليزية، (CTEL) هذا اختصار يشير إلى مدرسي كاليفورنيا لمتعلمي اللغة الإنجليزية.

## أساليب التعليم
القراءة
ازدياد شعبية ورواج TEFL (تدريس اللغة الإنجليزية لغةً اجنبية) عبر استخدام الادب الموجه للأطفال والمراهقين، حيث تقدم الادبيات الموجهة للشباب مادة ابسط (القراءات المبسطة) يتم انتاجها من قبل الناشرين الرئيسيين وغالبا ما يوفر النمط التحادثي أكثر من الادب للكبار. وفي بعض الاحيان يوفر ادب الاطفال بشكل خاص اشارات دقيقة للنطق من خلال القافية والتلاعب بالألفاظ أو الكلمات، إحدى الطرق لاستخدام هذه الكتب هي تقنية التمرير المتعدد حيث يقرأ المعلم الكتاب ويتوقف احيانا كثيرة لشرح بعض الكلمات والمفاهيم وفي المرة الثانية  يقرأ المعلم الكتاب بالكامل بدون توقف. تحتوي الكتب المدرسية على مجموعة متنوعة من الادبيات مثل الشعر والقصص والمقالات والمسرحيات وما إلى ذلك والتي بالتالي يتم من خلالها تدريس بعض العناصر اللغوية.
تعد القراءة بصوت عال للطلاب الذين يتعلمون اللغة الإنجليزية لغةً اجنبية إستراتيجية فعالة للغاية لمساعدتهم في تعلم القواعد الأساسية وفهم عملية القراءة فعندما يقرأ المعلمون لطلابهم بصوت عال فانهم ببساطه يمثلون الطلاقة والفهم والاستيعاب مع إضافة  الدعم البصري واعادة الصياغة المتكررة والإرشاد.[4] فعند اختيار نص مناسب للطالب يجب مراعاة كلا من مفردات ومفاهيم النص التي قد تكون جديدة على الطالب [4] للتأكد من حصولهم على فهم واضح للنص والقيام بإشراكهم اثناء القراءة فالقراءة ستساعدهم على إقامة روابط بين ما تتم قراءته والمفردات الجديدة.[4]
تعليم لغة التواصل  أو تعليم اللغة التواصلية
يؤكد CLT (تعليم لغة التواصل) على التفاعل كوسيلة وهدف نهائي لتعلم اللغة وعلى الرغم من عدد الانتقادات[5] إلا انها لاتزال وسيلة شائعة خاصة في اليابان وتايوان[6] وأوروبا، في حين في الهند تبنى CBSE (المجلس المركزي للتعليم الثانوي) هذا النهج في المدارس التابعة لها.
اكتسب نهج تعلم اللغة القائم على مهام CLT (تعليم اللغة التواصلية) قبول واسع في السنوات الأخيرة حيث يعتقد المؤيدون انCLT (تعليم اللغة التواصلية) مهم لتطوير وتحسين مهارات التحدث والكتابة والاستماع والقراءة بالإضافة لعدم السماح للطلاب للاستماع للمعلم فقط بدون تفاعل.
اللغة الدوجمائية هي نهج تواصلي مشابه يشجع التدريس بدون كتب مدرسية منشورة وتركز بدلا من ذلك على التواصل الحواري بين المتعلمين والمعلم.
التعلم المدمج
هو مجموعة من عناصر الوسائط المتعددة (المعروفة أيضا باسم تعلم اللغة بمساعدة الكمبيوتر) ويتم تحقيقه من خلالVLE  (بيئة  تعليمية افتراضيه), بالإضافة  لتدريس المعلم واقرانه في الفصول الدراسية. يستخدم التعلم المدمج التكنولوجيا لتوفير كميات هائلة من المدخلات المفهومة لمتعلميها من خلال فيديو وانواع أخرى من الوسائط المتعددة، دون حضور المعلم.
لقد كانت VLEs نقطة نمو رئيسة في صناعة تدريس اللغة الإنجليزية على مدى السنوات الخمس الماضية وهناك نوعان لها:
·        المنصات المستضافه خارجيا التي تقوم مدرسة أو مؤسسة بتصدير المحتوى اليها على سبيل المثال ادوات دورة الويب المملوكة أو مودل مفتوح المصدر.
·        منصات التعلم التي يتم تزويدها بالمحتوى والمدارة من قبل الدورة التدريبة مثل، حرم ماكميلان الإنجليزي وهي (منصة تعلم اللغة الإنجليزية).
يوفر الأول الهياكل والأدوات المصممة مسبقًا، بينما يدعم الثاني  بناء الدورة من قبل مدرسة اللغات ويمكن المعلمين من دمج الدورات الحالية مع الألعاب والأنشطة وتمارين الاستماع والوحدات المرجعية للنحو الموجودة على الإنترنت. وهذا يدعم الفصل الدراسي أو التعلم الذاتي  أو الممارسة عن بُعد (على سبيل المثال في مقهى إنترنت). أطلقت ((Kendriya Vidyalaya Sangathan  وهي سلسة مدارس مركزية في الهند  بوابة ويب ECTLT حيث تمكن للمتعلمين تعلم اللغة الإنجليزية والمواد الأخرى عبر الإنترنت والتفاعل مع معلميهم من KVS في جميع أنحاء البلاد.
فصول دراسية عبر الإنترنت
جعلت التطورات التكنولوجية من الممكن الحصول على مؤهل تعليم اللغة الإنجليزية لغةً اجنبيه عبر الإنترنت بحيث يمكن للطلاب التسجيل في الفصول الافتراضية المعتمدة من قبل منظمات مثل المجلس الثقافي البريطاني اوكامبريدج ESOL  (اللغة الإنجليزية للمتحدثين بلغات أخرى). لا توجد هيئة اعتماد شاملة واحدة لـتعليم اللغة الإنجليزية لغةً اجنبية ومع ذلك، من المعروف ان الشركات الخاصة الهادفة للربح تخترع الشركات التابعة للاعتماد وتستخدمها لخداع العميل.[9]
تنقسم المواد الدراسية إلى وحدات ينم اختبار الطلاب عليها، ويكون الدعم من قبل المعلمين الذين يمكن الوصول اليهم عبر البريد الالكتروني وبعد الانتهاء بنجاح من الوحدة الاخيرة يمنح الطالب شهادة تأتي في شكل رقمي أو يمكن شحنها إلى عنوان الطالب، يمكن ان يكون الحصول على هذه الشهادة مفيدا حيث يطلب العديد من اصحاب العمل شهادة TEFL (تعليم اللغة الإنجليزية لغةً اجنبية)

## مؤهلات معلمي اللغة الإنجليزية لغةً اجنبية
تختلف متطلبات التأهيل اختلافا كبيرا من بلد إلى اخر وبين اصحاب العمل داخل نفس البلد، حيث من الممكن التدريس بدون درجة علمية أو شهادة تدريس، وستعتبر بعض المؤسسات انه من الضروري ان تكون متحدثا اصليا حاصلا على شهادة ماجستير في تعليم اللغة للمتحدثين بلغات أخرى ويمكن ان تكون  الشهادة الجامعية في اللغة الإنجليزية والادب  ذات قيمة أيضا،  كما هو الحال مع أي درجة متخصص. بينما هناك مؤسسات أخرى تعتبر اتقان اللغة الإنجليزية وتحصيل شهادة جامعية ومؤهلات التدريس الاساسية دليلا أكثر من كافي. ومع ذلك  ليس من الضروري ان يكون مستوى المؤهلات الاكاديمية هو المؤهل الأكثر اهمية، لان العديد من المدارس ستكون أكثر اهتماما بمهارات التعامل مع الاخرين. بالنسبة للمدربين الراغبين في دخول المجال الأكاديمي، يمكن أن تكون المنشورات بنفس أهمية المؤهلات، خاصة إذا كانت تتعلق باستخدام اللغة الإنجليزية في المجال. عندما يكون هناك طلب مرتفع على المعلمين ولا توجد متطلبات قانونية، قد يقبلوا  أصحاب العمل بالمرشحين غير المؤهلين أيضا. تختلف كل دولة عن الأخرى، ويعتمد القبول على الطلب لمعلمي اللغة الإنجليزية والتدريس وخبرات الحياة السابقة للمعلم.[10]
من المحتمل ان تطلب مدارس اللغات الخاصة شهادة مبنية على اتمام واكمال ناجح لدورة تتكون من 100 ساعة على الاقل. ستقدم البرامج الرئيسية مثل برنامج اللغة الإنجليزية في كوريا راتبا اعلى للمعلمين الذين اكملوا أي دورة لتعليم اللغة الإنجليزية لغةً اجنبية عبر الإنترنت أو غير لك، طالما ان البرنامج يستوفي الحد الادنى المطلوب وهو 100 ساعة. [11] تقبل دورات تعليم اللغة الإنجليزية لغةً اجنبية عبر الإنترنت بشكل عام في جميع انحاء العالم وبشكل خاص في اسيا حيث توجد أكبر اسواق العمل في الصين وكوريا وتايوان واليابان.[12] اما بالنسبة للصين الحد الادنى لمتطلبات تعليم اللغة الإنجليزية لغةً اجنبية هو 120 ساعة.
في آسيا، كان هناك توجه لتوظيف معلمي تعليم اللغة الإنجليزية لغةً اجنبية وفقا لمعايير سطحية، مثل العرق (مع تفضيل القوقازيون) على افتراض ان مدرس اللغة الإنجليزية أو متحدث اللغة الإنجليزية الأصلية يجب ان يكون«ابيضا», وقد ثبت ذلك بشكل خاص في تايلاند، حيث  قام صاحب عمل مهم لمعلمي تعليم اللغة الإنجليزية لغةً اجنبية  بإعلان يدعو فيه بصورة متكرر وصريحة الناطقين المحليين باللغة الإنجليزية. ويرجع ذلك جزئيا، إلى التوقعات التجارية في القطاع الخاص، حيث يشعر الاباء ان دفع رسوم اضافية لمدرس تعليم اللغة الإنجليزية لغةً اجنبية يجب ان يضمن مدرسا أمريكيا أو بريطانيا، وبناء على ذلك المدارس لن تخاطر بفقدان الطلاب لهذا السبب.[بحاجة لمصدر]
قد يأخذ العمر والجنس بالحسبان أيضا، ففي بعض البلدان خارج أوروبا وأمريكا، على سبيل المثال في الشرق الأوسط، قد توظف المدارس الرجال على النساء أو العكس، وكما قد يوظفون فقط معلمين في فئة عمرية معينة عادة  تكون ما يبن عمر العشرين والاربعين. اما بالنسبة لصين، يمكن أن تختلف متطلبات العمر عبر الدولة بسبب اللوائح الحكومية الإقليمية. حيث قد يكون أي شخص دون سن 19 عامًا قادرًا على تدريس اللغة الإنجليزية لغةً اجنبية، ولكن عادةً  في وضع تطوعي فقط، مثل مخيم للاجئين. [بحاجة لمصدر]

## الرواتب والشروط في جميع انحاء العالم
كما هو الحال في معظم المجالات، يعتمد الراتب بشكل كبير على التعليم والتدريب والخبرة والاقدمية والمهارة. وايضا الحال مع الكثير من العمل للمغتربين حيث تختلف ظروف العمل بين البلدان اعتمادا على مستوى التنمية الاقتصادية وكم من الناس يريدون العيش هناك. ففي البلدان الفقيرة نسبيا، حتى الاجر المنخفض قد يساوي اسلوب حياة مريح للطبقة الوسطى.[13] غالبا ما يستهدف المعلمون الذين يرغبون في كسب المال دولاً في شرق آسيا مثل الصين وكوريا الجنوبية واليابان حيث يكون الطلب مرتفع. وغالبا ما يتم تسمية الشرق الأوسط كأحد أفضل المناطق دفعاً للرواتب، على الرغم من ان أفضل المؤهلات مطلوبة، لكن على الأقل الحصول على شهادة CELTA (تدريس اللغة الإنجليزية للكبار) وخبرة سنه أو سنتين.[14]
هناك خطر الاستغلال من قبل اصحاب العمل. واجهت اسبانيا انتقادات}من قبل؟{ نظراً للعدد الهائل من الشركات الصغيرة والمتوسطة بما في ذلك مدارس تعليم اللغة الإنجليزية لغةً أجنبية التي تتحايل بشكل روتيني على مساهمات المعلمين في الضمان الاجتماعي كوسيلة لزياد الارباح إلى اقصى حد.[14]  والنتيجة هي ان معظم المعلمين مخولون  للحصول على وظائف أو اجرة اجازه مرضيه اقل مما يستحقون على عكس لو كانت رواتبهم ومساهماتهم وفق ما أعلن عنه القانون. تتزايد المواقف المماثلة في البلدان التي لديها قوانين عمل قد لا تنطبق على الموظفين الأجانب، أو التي قد لا يتم فرضها. حيث قد يتجاهل صاحب العمل أحكام العقد، خاصة فيما يتعلق بساعات العمل وأيام العمل ومدفوعات نهاية العقد.
يمكن للصعوبات التي يواجها  المعلمون الأجانب فيما يتعلق باللغة  و الثقافة أو ببساطة الوقت المحدود أن يجعلوا من الصعب المطالبة  بالأجور والشروط التي تنص عليها عقودهم. تنشأ بعض الخلافات من سوء التفاهم بين الثقافات. وقد يقرر المعلمون الذين لا يستطيعون التكيف مع العيش والعمل في بلد أجنبي المغادرة بعد بضعة أشهر. قد يكون من الصعب على المعلمين التعرف على الوظائف التي تعتبر مشروعة، حيث تسمح العديد من منصات الوظائف الرائدة بالتعيين المدفوع بدون تصفية. يمكن للمعلمين اختيار الاستعانة بوكالات التوظيف التي تعمل فقط مع مدارس مرموقة.

## دول تدريس اللغة الإنجليزية لغةً أجنبية
أوروبا
انشأت المدن الأوروبية الكبرى مدارس لغة على المواقع، وجعلتها أيضا تعمل كوكالات ترسل المعلمين إلى أماكن مختلفة. شهر سبتمبر هو ذروة التوظيف، والعديد من العقود السنوية تستمر من أكتوبر حتى يونيو. يفضل أصحاب العمل الخريجين من ذوي الخبرة في تدريس اللغة  الإنجليزية لقطاع الأعمال أو تعليم المتعلمين الصغار.
لا يحتاج المعلمون من المملكة المتحدة  وأيرلندا والبلدان الأخرى التي بداخل الاتحاد الاوروبي إلى أي تأشيرات للعمل داخل الاتحاد الأوروبي، مما يقلل الطلب على المعلمين من خارج الاتحاد الأوروبي.  تتطلب قوانين الهجرة من المتقدمين للعمل من خارج الاتحاد الأوروبي تقديم مستندات من بلدانهم الأصلية شخصيًا بعد أن يقدم صاحب العمل الأوروبي عرض عمل موثق رسميًا. أي في حالة إذا سافر العامل إلى أوروبا للبحث عن العمل، فهذا يعني أنه يجب عليه العودة إلى المنزل والانتظار لبعض الوقت. وايضا إن اتباع العملية بشكل صحيح لا يضمن الحصول على التأشيرة. العديد من أصحاب العمل في القطاع الخاص لا يدعمونهم على الإطلاق، لأنهم قادرين على توظيف طاقم من داخل دول الاتحاد الأوروبي بسهولة.
توظف المدارس الدولية بعض المعلمين ذوي الخبرة والمؤهَّلين جيدًا من خارج الاتحاد الأوروبي. وتوفر وزارات التعليم، مثل وزارة  فرنسا وإسبانيا، فرصًا لمدرسي اللغة المساعدين في المدارس الحكومية. يُسمح عادةً بالعمل بدوام جزئي بموجب تأشيرة  التعليم، ولكن هذه التأشيرة تتطلب أيضًا حضورًا مناسبًا في كلية أو جامعة أو معهد أو برنامج تعليمي آخر معتمد من الاتحاد الأوروبي.
على الرغم من الادعاءات الواردة من خلال مواقع الإنترنت التي تبيع دورات، فغالبا ما ترفض المدارس الحكومية هذه الدورات المختصرة لتعليم اللغة الإنجليزية لغةً أجنبية كبديل لشهادة تعليم اللغة الإنجليزية  الجامعية.[16] في إسبانيا، من المستحيل الحصول على وظيفة في مدرسة حكومية دون الحصول على درجة التدريس الأجنبية المقبولة في إسبانيا ثم اجتياز امتحان الخدمة المدنية
يميل الطلب على تعليم الإنجليزية لغةً أجنبية إلى ان يكون اقوى في البلدان التي انضمت إلى الاتحاد الاوروبي مؤخراً، كما انها تميل إلى انخفاض تكاليف المعيشة، وعادة ما يجد المعلمون من خارج الاتحاد الأوروبي العمل القانوني هناك بصعوبة اقل. شهدت دول البلقان اليوغوسلافية سابقاً نموًا حديثًا في تدريس اللغة الإنجليزية لغةً أجنبية. حيث قامت المدارس الخاصة بتوظيف معلمي اللغة الإنجليزية هناك لعدة سنوات. يعمل عدد قليل جدًا من المعلمين الأجانب في الدول الاسكندنافية، حيث تطبق قوانين الهجرة الأكثر صرامة وسياسة الاعتماد على المعلمين المحليين ثنائيي اللغة.
أستراليا
اظهر مكتب الاحصاءات  الأسترالي (ABS) انه في عام 2006 كان هناك 4747 معلمة لغة إنجليزية لغةً أجنبية (80.1%) و1174 معلماً (19.8%) في أستراليا. على الرغم من الأزمة المالية العالمية في عام 2008، ظل عدد الطلاب الدوليين الذين يحضرون الجامعات في أستراليا مرتفعًا.
في أغسطس عام 2013، كان هناك أربع مئة واثنان وستون ألف طالباً دولياً يدفعون رسومًا كاملة في أستراليا، وكان يوجد ايضاً  طلاب من الصين والهند وهم أكبر سوقين في العمل. [18] في السابق، كان يُطلب من الطلاب الدوليين المتقدمين للدراسة في إحدى الجامعات الأسترالية الخضوع للاختبار ولم يتم قبولهم إلا بناءً على أدائهم الأكاديمي وإتقان اللغة الإنجليزية. [18] ومع ذلك، تقدم الجامعات الأسترالية الآن مسارات دخول بديلة إلى برامج التعليم العالي للسماح للطلاب الدوليين بتحسين لغتهم الإنجليزية والاستعداد الأكاديمي في نفس الوقت. بعض هذه المسارات البديلة تشمل الدراسات التأسيسية ودورات اللغة الإنجليزية المكثفة.[18]
ارتفع معدل توظيف معلمي اللغة الإنجليزية لغةً أجنبية بنسبة 45.3٪ على مدى السنوات الخمس الماضية ومن المتوقع أن يزداد بقوة خلال عام 2017. [19] في نوفمبر عام 2012، ارتفع عدد معلمي EAFL (اللغة الإنجليزية لغةً أجنبية) في أستراليا إلى 8300، والعدد المتوقع لعام 2017 هو 9500 معلم.[19]
أفضل ثلاث مناطق للعمل في أستراليا كمدرس للغة الإنجليزية لغةً أجنبية هي نيو ساوث ويلز49.5٪،  فيكتوريا 29.7٪، وكوينز لاند 7.7٪. [19]
آسيا
بنغلاديش
يبدأ تدريس اللغة الإنجليزية في بنغلاديش من بداية التعليم الابتدائي، ويستمر في المضي نحو المستوى المتقدم حتى التعليم الثانوي من خلال المدارس الثانوية. في بنغلاديش، على الرغم من كون اللغة البنغالية لغة الدولة الرسمية الوحيدة واللغة الأم لما يقارب 97٪ من السكان، فإن اللغة الإنجليزية يتم التحدث بها على نطاق واسع، وذلك لتأثير الحكم الاستعماري البريطاني على المنطقة لقرنين متتاليين. يستخدم الناس اللغة الإنجليزية بدءً من الأنشطة اليومية إلى الأعمال الرسمية. تقدم تقريباً جميع الكليات ومؤسسات التعليم العالي برامج دراسة لغوية متعمقة للغة الإنجليزية والأدب واللغويات. تملك حكومة جمهورية بنغلاديش الشعبية ارتباط  دائم مع المجلس الثقافي البريطاني كعضو في الكومنولث.
كمبوديا
ازداد الطلب على معلمي اللغة الإنجليزية في كمبوديا على مدى العقد الماضي، على الرغم من أن عدد سكان البلاد قليل ويعتمد على المساعدات الخارجية في جزء كبير من تنميتها الاقتصادية، مما يحد من النمو.[20]
حكم الفرنسيون كمبوديا من عام 1863 إلى عام 1953، وبالتالي لم تكن اللغة الإنجليزية هي اللغة الثانية الأساسية  الا في الآونة الأخيرة. ومن السبعينيات حتى التسعينات، عانت كمبوديا من حرب أهلية واضطراب سياسي كان له تأثير مدمر على نظام التعليم الوطني وتعلم لغة ثانية.[21] بحلول عام 1979، قدر أن 90٪ من المدارس قد دمرت وأن 75٪ من المعلمين لم يعودوا يعملون، ولم يتم تدريس اللغات الأجنبية. [21] ومع ذلك، في المدارس الكمبودية اليوم، يتم تدريس اللغة الإنجليزية لغةً أجنبية من الصف السابع فصاعدًا وهي اللغة الأجنبية الأكثر شعبية التي تتم دراستها، ويمكن للبالغين أيضًا تعلم اللغة الإنجليزية من خلال برامج تعليم اللغة الإنجليزية غير الرسمية الأخرى. [21]
حاليًا في كمبوديا، هناك دوافع مهنية ومؤسسية وحكومية لتعليم وتعلم اللغة الإنجليزية لغةً أجنبية. [22] حيث تظهر نتائج الدراسات التي أجريت على كمبوديا أن القدرة على التحدث باللغة الإنجليزية هي عنصر مهم ومطلوب لتغيير مستوى الحياة لشعب كمبوديا. والسبب في ذلك هو أن الأشخاص القادرين على التواصل باللغة الإنجليزية هم الأشخاص المرجحين أكثر للحصول على فرص للعثور على وظائف أفضل بأجر أعلى، وايضا  يتم استخدام اللغة الإنجليزية للتواصل مع المنظمات والشركات الدولية. [22]
الصين
البدايات: سلالة تشينغ الحاكمة
كما ذكر وانغ كيكيانغ (1986)، فقد كان تعليم اللغة الإنجليزية لغةً أجنبية موجودًا في الصين منذ ما يقارب المائة عام وكان خاضعًا لخطط وسياسات العصر. بدأ تعليم اللغة الإنجليزية لغةً أجنبية  في الصين بالفعل في النصف الأخير من القرن التاسع عشر مع «حركة التغريب» التي بدأها بعض المسؤولين الصينيين في أسرة تشينغ. مع هذه الحركة جاء تأثير الثقافة الغربية والتجارة والتبادل التجاري. رأى بعض المسؤولين الصينيين الأذكياء الحاجة إلى تعلم اللغة الإنجليزية لغةً أجنبية  لذلك تطلب الوضع إنشاء معاهد لتعليم اللغة الإنجليزية، فتم تأسيس  أول معهد من هذا النوع  في عام 1862 باسم ("Tongwenguan") وأصبح هذا المعهد في عام 1901 جزءًا من جامعة بكين للمعلمين. كانت هذه المؤسسة مرفقًا شاملاً للتعليم العالي مما تضمن تعليم اللغة الإنجليزية لغةً أجنبية  في المناهج الدراسية. [23] توجد العديد من الفرص داخل جمهورية الصين الشعبية، بما في ذلك ما قبل المدرسة والجامعة والمعاهد والمدارس الخاصة والشركات والدروس الخصوصية. تعتبر المنظمات غير الحكومية، مثل تعليم اللغة الصينية فرصة أيضًا. تحكم المقاطعات ووزارة التعليم في بكين المدارس الحكومية بإحكام، بينما تتمتع المدارس الخاصة بحرية أكبر في تحديد جداول العمل والأجور والمتطلبات.
تعتمد رواتب تدريس اللغة الإنجليزية في الصين على عوامل متعددة تتضمن ساعات التدريس، والموقع، والشمول/ العلاوات، والقطاع العام مقابل القطاع الخاص، بالإضافة إلى مؤهلات مقدم الطلب، مستوى تعليمة وخبرة العمل. من المهم أن نلاحظ أنه بسبب ارتفاع الطلب، زادت الرواتب بصورة ملحوظة خلال السنوات الأخيرة. عادةً ما يستلزم العقد القياسي في نظام المدارس العامة أقل من 20 ساعة من وقت التدريس، وعطلات نهاية الأسبوع، والإقامة المشمولة، ورواتب الرحلة / السداد لعقود مدتها عام واحد، والعطلات الرسمية المدفوعة، والتأمين الطبي، وتأشيرة Z (تصريح العمل). تقدم هذه الوظائف متوسط   راتب أساسي يبلغ ما بين 6000 - 7000 يوان شهريًا في المدن الصغيرة والمناطق الريفية. في المدن الكبرى مثل بكين وشنغهاي وشنتشن  وقوانغتشو تقدم هذه الوظائف الآن 10000 يوان صيني شهريًا بسبب ارتفاع تكاليف المعيشة. القطاع الخاص أقل انتظامًا، حيث ترتفع الرواتب إلى 20000 يوان شهريًا للمتقدمين ذوي الخبرة في المدن الكبرى. [24] تميل الوظائف الخاصة إلى المطالبة بساعات أعلى، وقد تشمل التدريس في مواقع متعددة وغالباً ما تطلب جداول عمل مسائية وفي نهاية الأسبوع. الإقامة غير مشمولة، لكن المدارس تقدم عادة راتباً مقابل تكاليف الإيجار.
يجب أن يحمل معلمو اللغة الإنجليزية الحد الأدنى من درجة البكالوريوس في أي تخصص، وأن لا يقل عمرهم عن 25 عامًا وأن يكون لديهم ما لا يقل عن عامين من الخبرة العملية.[25] ويجب أن يكون معلمو اللغة الإنجليزية أيضًا ناطقين محليين يحملون جنسية  من أحد البلدان التالية: الولايات المتحدة الأمريكية أو كندا أو المملكة المتحدة أو أيرلندا أو أستراليا أو نيوزيلندا أو جنوب إفريقيا. [26] لكن بسبب الطلب، غالبًا ما يتم تجاهل هذه القواعد، وغالبًا ما تكون المدارس قادرة على الحصول على تصاريح عمل للمعلمين الذين لا يستوفون الحد الأدنى، مع أن هذه القواعد يلتزم بها بصرامه في المدن الكبرى.
عادة ما تدفع المدارس الحكومية أثناء الإجازات، ولكن ليس من اجل العطلة الصيفية إلا إذا قام المعلم بتجديد العقد، [27] بينما تقوم العديد من المدارس الخاصة بتقصير جداول الإجازات وقد تدفع مقابل أي عدد قصير من الأيام المسموح بها للإجازة.
تختلف وظائف الشركة، اعتمادًا على عدد الموظفين الذين يرغبون في تدريبهم. قد يستخدمون مدرسًا لفصل أو فصلين، أو لمجموعة كاملة مكونة من 14 إلى 16 ساعة في الأسبوع. يختلف التدريس أيضًا، في حال عائلة كاملة من الطلاب أو فرد واحد فقط من العائلة. لا يمكن عادةً للمعلمين العاملين في المدارس اعطاء دروس خاصة  مدفوعة الأجر أو أي عمل مدفوع الأجر وفقًا لشروط عقد التدريس.
غالبية المعلمين يقبلون العقود مع المدارس، وتعتبر عقود المدارس العامة قياسية إلى حد ما، بينما تحدد المدارس الخاصة متطلباتها الخاصة وتحاول المدارس توظيف مدرسين من الدول الناطقة باللغة الإنجليزية، ولكن بسبب الطلب قد يتمكن آخرون ممن لديهم مهارات جيدة في اللغة الإنجليزية ولهجة طبيعية من العثور على وظائف.
هناك العديد من الخطوات اللازمة للحصول على تأشيرة للتدريس في الصين. [28] اعتبارًا من فبراير 2017، أصبحت الإجراءات القانونية لمعاملة منح التأشيرات Z في الصين ومنحها أكثر صرامة إلى حد كبير حيث يطلب من المتقدمين الآن فحص خلفية جنائية، و 120 ساعة تدريس  أو أكثر في شهادة تعليم اللغة الإنجليزية لغةً أجنبية  ودرجة البكالوريوس من جامعة ويسترن. [29] قبل أن يتمكن صاحب العمل الصيني من إصدار خطاب دعوة للعمل في الصين، يجب أن تكون جميع هذه المستندات المذكورة أعلاه موثقة ومصدقة في بلد المرشح ثم يتم التحقق منها في الصين بعد إرسالها فعليًا إلى صاحب العمل الصيني. هذا الإجراء بالإضافة إلى عملية التأشيرة الحالية. قد يستغرق الأمر ما يقارب 3 أشهر من تقديم عرض عمل إلى الحصول على جميع التصاريح ذات الصلة للدخول وبدء العمل في الصين.
هونغ كونغ، الصين
كانت هونج كونغ في السابق مستعمرة بريطانية يتم أخذ تعليم اللغة الإنجليزية على محمل الجد فيها كما وضح من الأبحاث الممولة من الحكومة ولكن أعيدت هونغ كونغ إلى جمهورية الصين الشعبية في عام 1997 واصبحت تعرف باسم منطقة هونغ كونغ الإٌدارية الخاصة (HKSAR).
أصبح تدريس اللغة الإنجليزية في هونغ كونغ عملا تجاريا بالكامل حيث انه تم افتتاح العديد من مؤسسات تدريس اللغة الإنجليزية في الماضي والأسماء الخاصة الكبيرة شملت (Headstart Group Limited) وتعليم اللغة الإنجليزية لأسيا. قد يجد الناطقون المحليين باللغة الإنجليزية وظيفة لتعليم اللغة الإنجليزية بشكل اسرع وعلى الرغم  من ذلك يجب على الأجانب ان يكونوا على دراية بالشركات المشبوهة التي غالبا ما تطلي الحيل على موظفيها.
أصبح الحصول على مؤهل في تعليم اللغة الإنجليزية لغةً أجنبية (TEFL) شرطًا أساسيًا لدخول برنامج  المعلم الناطق باللغة الإنجليزية (برنامج NET)، الذي تموله حكومة منطقة هونغ كونغ الإدارية الخاصة ويوفر الوجهة المهنية النهائية لمعلم اللغة الإنجليزية. علاوة على الراتب المغري، يتم توفير السكن مع جميع المزايا الإضافية الأخرى بما في ذلك إجازة كاملة مدفوعة وصندوق الادخار والتأمين الصحي. دعم الإسكان أو الإيجار هو أكبر حافز للمعلمين الأجانب حيث أن تكلفة السكن في هونج كونج تحتل المرتبة الأعلى في العالم.
بمجرد أن يكون المدرس على برنامج المعلمين الناطقين باللغة الإنجليزية (NET)، يمكنه الانتقال من مدرسة إلى أخرى بعد إتمام عقد لمدة عامين، فبالتالي المدرس الذي يتمتع بسجل حافل لديه الكثير من الفرص للحصول على موقع مثالي في مدرسة مثالية، في حين أن العديد من الأجانب يعتقدون أن القدوم إلى هونغ كونغ مع مؤهل موجز عبر الإنترنت لتعليم اللغة الإنجليزية لغةً أجنبية كافٍ، بينما كل من المدارس العامة والخاصة تبحث عن مؤهلات تعليم اللغة الإنجليزية لغةً أجنبية المدرجة في مجلس هونغ كونغ ومكتب التعليم في هونغ كونغ لاعتماد المؤهلات المهنية والأكاديمية، فلذلك فإن الحصول على أحد هذه المؤهلات يمنح الأجنبي ميزة أكيدة في الحصول على وظيفة تدريس مميزة في مدرسة رسمية، سواء كانت خاصة،  أو عامة، أو روضة أطفال، أو ابتدائية، أو ثانوية. عند اختيار برنامج المعلمين الناطقين باللغة الإنجليزية (NET)، لن تأخذ المدارس عادةً في الاعتبار تجربة مركز التعلم بسبب الاختلافات في حجم الفصل واستمرارية ازدياد مجموعات الطلاب ومستوى مهارات إدارة الفصل الدراسي والتطور في تدريس التربية المطلوبة بين المدارس والمراكز.
الهند
تتم تعليمات اللغة الإنجليزية الإضافية في مستويات أعلى من المدارس العامة والخاصة .
ابتداءً من عام 1759, بدأ تدريس اللغة الإنجليزية في الهند منذ أكثر من مائتين وخمسين عامًا. [30] بعد اللغة الهندية، تعد اللغة الإنجليزية هي اللغة الأكثر تحدثًا وكتابة وقراءة في الهند، حيث يتم استخدامها في الغالب للتواصل بين الولايات وداخل الولاية، حيث تعمل لغةً «رابطة أو وسيطة». [30] في الهند، هي لغة مهمة للغاية في بعض المجالات مثل القانون والتمويل والتعليم والأعمال.[30]
كما تسببت شعبية اللغة الإنجليزية في الدولة بمشاكل للغات الإقليمية والتقليدية داخل الدولة على المستوى الوطني، تتمتع اللغة الهندية بمكانة اللغة الرسمية في الهند، وتعتبر اللغة الإنجليزية هي اللغة الرسمية الثانية للأعمال الحكومية.
اليابان
التعليم في اليابان، يوظف برنامج (التعليم الياباني بالمبادلة) JET  مساعدي معلمي اللغة ومساعدي التدريس للعمل في المدارس الثانوية والمدارس الابتدائية اليابانية. وايضاً يعمل مدرسون آخرون في eikaiwa (مدارس اللغات الخاصة) والجامعات، وال)CIRsكمنسقين للعلاقات الدولية (في الحكومة ومنصات التعليم. [32]
أكبر هذه السلاسل هي Aeon و ECC شركات خاصة  لتعليم اللغة الإنجليزية. يعتبر القطاع غير منظم بشكل جيد،  فلقد انهارت نوفا (Nova) وهي واحدة من أكبر السلاسل التي تضم أكثر من900 فرع في أكتوبر عام 2007 تاركةً الآلاف من المعلمين الأجانب بدون دخل، وبالنسبة  للبعض الآخر بدون مكان للعيش فيه. تستخدم الوكالات بشكل متزايد لإرسال المتحدثين باللغة الإنجليزية إلى رياض الاطفال والمدارس الابتدائية والشركات الخاصة التي يحتاج موظفوها إلى تحسين لغتهم الإنجليزية للأعمال. تتنافس الوكالات، المعروفة في اليابان باسم (haken) أو شركات الإرسال، فيما بينها مؤخرًا على الحصول على عقود من منصات التعليم المختلفة  للمدارس الابتدائية والثانوية، كما انخفضت الأجور على نحو متزايد. [بحاجة لمصدر] JALT (الجمعية اليابانية لتعليم اللغة) هي أكبر منظمة غير ربحية لمدرسي اللغة (بشكل اساسي الناطقين المحليين باللغة الإنجليزية)، مع ما يقارب 3000 عضو. [33]
لاوس
أصبحت اللغة الإنجليزية ذات أهمية متزايدة في التعليم والتجارة الدولية والتعاون في لاوس منذ التسعينيات. بدأت الحكومة في تشجيع الاستثمار الأجنبي المباشر، كما أدى تقديم لاوس كمراقب في ASEAN (اتحاد دول جنوب شرق آسيا) في عام 1992 إلى زيادة الحاجة  للغة الإنجليزية. تم اعتبار لاوس عضوا كامل العضوية في اتحاد دول جنوب شرق آسيا في عام 1997. ومن 1992 إلى 199 كان على الحكومة تحسين مستوى  الطلاقة لديها في اللغة الإنجليزية.[بحاجة لمصدر]
في الآونة الأخيرة، بدأ كبار المسؤولين ورجال الأعمال والمساهمين في العمل باللغة الإنجليزية. فلذلك بدأ هذا الميول نحو اللغة الإنجليزية بالازدياد حيث من المقرر إدراج اللغة الإنجليزية وتدريسها في مجال التعليم أيضًا.
الشرق الأوسط وشمال افريقيا
المملكة العربية السعودية والإمارات العربية المتحدة ودول الخليج الأخرى الغنية هي المواقع الرئيسية للمعلمين للعمل، حيث توفر العديد من الوظائف رواتب عالية ومزايا جيدة مثل السكن المجاني ورحلات الطيران، ولكنها تميل إلى طلب مؤهلات وخبرة واسعة. الأكاديميات الخاصة والبرامج الجامعية، التي يشار إليها بشكل مختلف ببرامج السنة التأسيسية أو السنة التحضيرية التي تساعد الطلاب الجدد في الإعداد الأكاديمي للعمل الأكاديمي على مستوى الجامعة، هي الأماكن الرئيسية للتعليم. بدأت بعض المدارس الابتدائية والثانوية العامة، مثل تلك الموجودة في أبو ظبي، في تعيين معلمي اللغة الإنجليزية الأجانب.
تقدم دول أخرى في الشرق الأوسط وشمال إفريقيا وظائف ذات أجور متواضعة. تعمل أمديست (الخدمات التعليمية والتدريبية الأمريكية-الشرق أوسطية) والمجلس الثقافي البريطاني في عدد من البلدان التي توفر فرص التدريس في دورات اللغة الإنجليزية.
يتم تدريس اللغة الإنجليزية أيضًا في إيران بدءًا من مستوى المدرسة الابتدائية.
جمهورية منغوليا
لدى هيئة السلام 136 متطوعاً في منغوليا، معظمهم معلمي للغة الإنجليزية[34] ومعظمهم يدرِّسون في المناطق الريفية الواسعة، حيث الكثافة السكانية منخفضة. وفي أولان باتور عاصمة جمهورية منغوليا يقوم عدد متواضع من معلمي اللغة الإنجليزية المحترفين بالتدريس في المعاهد الخاصة والجامعات وبعض المدارس. بالإضافة إلى المعلمين الأجانب من الدول الكبرى الناطقة باللغة الإنجليزية، هناك فلبينيون يقومون بالتدريس في المدارس والمعاهد المنغولية، والشركات الصناعية أو شركات التعدين الكبيرة.
كوريا الجنوبية
هناك طلب كبير على متحدثي اللغة الإنجليزية الأصليين الراغبين في التدريس في كوريا الجنوبية، على الرغم من انخفاض عددهم. في عام 2013، انخفض عدد الناطقين باللغة الإنجليزية الذين يدرسون في المدارس الحكومية بنسبة 7.7٪ في عام واحد إلى 7,011. [35] تقوم معظم محافظات الدولة بإخراج معلمي اللغة الإنجليزية الأجانب من مدارسهم المتوسطة والثانوية. كما هو الحال في اليابان، تقوم كوريا أيضًا برعاية برنامج تديره الحكومة لتوظيف المعلمين يسمى برنامج اللغة الإنجليزية في كوريا (EPIK). وأفاد برنامج اللغة الإنجليزية في كوريا EPIK)) بأنه  تم تعيين 6,831 مدرسًا أجنبيًا للعمل في المدارس الحكومية الكورية. هناك عدد من المنظمات لمعلمي اللغة الإنجليزية في كوريا، أكبرها مع عدد كبير من المتحدثين الأصليين هي (KOTESOL) منظمة كوريا لمعلمي اللغة الإنجليزية لناطقين باللغات الأخرى.
تقدم المؤسسات عادة تذاكر السفر بالطائرة ذهابا وإيابا وشقة بدون إيجار لعقد مدته عام واحد. لوحظ أنه منذ 15 مارس 2008، تغيرت قواعد التأشيرة، حيث يجب على المعلمين المحتملين الآن الخضوع  لفحص طبي وفحص خلفية جنائية، وتقديم الشهادة الأصل، وتقديم نسخ مختومة. عند الوصول إلى كوريا الجنوبية، يجب على المعلمين الخضوع لفحص طبي آخر قبل تلقي بطاقة ARC (بطاقة تسجيل الأجانب) بعبارة أخرى الهوية الوطنية الكورية.
يوفر قانون العمل الكوري لجميع العمال راتب تعويض عند الفصل يعادل راتب شهر واحد في نهاية العقد. معظم عقود العمل لمدة عام واحد وتشمل تذاكر الذهاب والعودة بالطائرة. مواطني الولايات المتحدة وكندا وأستراليا [36] يستردون أيضًا مساهمات التقاعد الخاصة بهم وجزء من مساهمات صاحب عملهم المدفوعة في صندوق التقاعد عند مغادرة البلاد. عادةً ما يتراوح متوسط الأجر لأولئك الذين ليس لديهم خبرة تدريس سابقة ولا شهادة في اللغة الإنجليزية،  ما بين 1800 دولار أمريكي إلى 2200 دولار أمريكي. [37]
هناك أربعة أماكن رئيسية للعمل في كوريا الجنوبية: الجامعات والمدارس الخاصة والمدارس العامة EPIK (برنامج اللغة الإنجليزية في كوريا) وأكاديميات اللغات الخاصة (المعروفة في كوريا الجنوبية باسم hagwons). أكاديميات اللغة الخاصة (في عام 2005 كان هناك أكثر من ثلاثين ألف من هذه الأكاديميات التي تدرس اللغة الإنجليزية [38]، وقد تكون المواقع الأكثر شيوعا لتدريس في كوريا، مدارس الأطفال أو ربات البيوت أو طلاب الجامعات (غالبًا في الجامعة نفسها) أو رجال الأعمال . هناك العديد من المدارس أو الاكاديميات أو المعاهد الخاصة أو الربحية المنتشرة في كوريا الجنوبية وتسمى (hagwons), التي تكون عادة صغيرة ومستقلة ولكن ايضاً هناك العديد من السلاسل الكبيرة.
تايوان
في تايوان، يعمل معظم المدرسين في مدارس التحميل أو مدارس كرام، المعروفة محليًا باسم bushibans أو buxibans. والبعض جزء من سلاسل، مثلHess  )المجوعة التعليمية الدولية) وكوجين. والبعض الآخر يعمل بشكل مستقل. تدفع مثل هذه المدارس حوالي 2000 دولار أمريكي شهريًا. لا يفرض القانون مكافآت نهاية العقد التي تعادل راتب شهر إضافي كما هو الحال في كوريا الجنوبية، وهي غير شائعة في تايوان. أيضًا، بموجب القانون الحالي، من غير القانوني للأجانب تعليم اللغة الإنجليزية في رياض الأطفال، على الرغم من أنه يتم تجاهل هذا القانون دائمًا من قبل كل من المدارس والحكومة، مما يجعل هذه الممارسة شائعة ومقبولة. لتعليم اللغة الإنجليزية والعيش في تايوان، يجب على المرء أن يكون حاملًا لبطاقة الإقامة الأجنبية (ARC)، والتي يتم توفيرها لحاملي جوازات السفر من بلدان ناطقة باللغة الإنجليزية، من خلال توظيف المدارس. يجب على المرشحين لبطاقة الإقامة الأجنبية (ARC) ان يكونوا حاملين لدرجة البكالوريوس من الجامعة.
في السنوات الأخيرة زاد احتياج تايوان لتعليم اللغة الإنجليزية لغةً أجنبية والمعلمين المعتمدين في المدارس العامة. تعتمد المؤهلات والرواتب لوظائف المدارس الحكومية على الشهادات والخبرة. كما أن المزايا والمرتبات أكثر شمولاً من مدارس الحشو أو كرام.
تايلاند
تايلاند لديها طلب كبير على الناطقين باللغة الإنجليزية، ولديها قوة عاملة جاهزة في شكل مسافرين ومغتربين يجذبهم نمط الحياة المحلية على الرغم من انخفاض الرواتب نسبيًا. يمكن للمعلمين أن يتوقعوا الحصول على مرتب مبدئي لا يقل عن 25000 بات. [39] ولأن تايلاند تمنع الأجانب من معظم المهن التي تتطلب الخبرة أو لا تطلبها، فإن نسبة عالية من المقيمين الأجانب يقومون بتدريس اللغة الإنجليزية من أجل العيش، وهم قادرون على البقاء في البلاد. أصبحت مؤهلات معلمي اللغة الإنجليزية لغةً أجنبية في تايلاند أكثر صرامة في العامين الماضيين، [بحاجة لمصدر] حيث تتطلب معظم المدارس الآن درجة البكالوريوس بالإضافة إلى دورة تعليم اللغة الإنجليزية لغةً أجنبية  لمدة 120 ساعة. من الممكن العثور على عمل بدون شهادة في تايلاند. ومع ذلك، فبقدر ما تجعل الشهادة الحصول على تصريح عمل أسهل بكثير، فإن العمل بدون درجة غالبًا ما يكون عمل غير قانوني، مما يتيح فرصة استغلال المدرسين من قبل أصحاب العمل. [40]
الأمريكتان
كان هناك نمو كبير في تدريس اللغة الإنجليزية لغةً أجنبية داخل البلدان غير الناطقة باللغة الإنجليزية الأكثر ثراء كأمريكا الشمالية والوسطى والجنوبية وكذلك منطقة الكاريبي. على وجه الخصوص، يعمل العديد من المعلمين في الأرجنتين والبرازيل وتشيلي وكوستاريكا وكولومبيا وإكوادور والمكسيك وبيرو وباراغواي وأوروغواي وفنزويلا. لقد جعلت تشيلي من هدفها الوطني أن تصبح دولة ثنائية اللغة في السنوات القادمة، وكدليل على التزامها بهذا الهدف ترعى وزارة التربية والتعليم في تشيلي برنامج يفتح الابواب للغة الإنجليزية، وهو برنامج يعين المتحدثين باللغة الإنجليزية للعمل في المدارس الثانوية العامة التشيلية. [41]
كوستاريكا
تعد كوستاريكا خيارًا شائعًا بين معلمي اللغة الإنجليزية  لغةً أجنبية  في ضوء ارتفاع الطلب في السوق على معلمي اللغة الإنجليزية، ولوجود الجو الاقتصادي والسياسي المستقر، والثقافة النابضة بالحياة. تتوفر وظائف التدريس من خلال المدارس العامة والخاصة، ومدارس اللغات، والجامعات والكليات، ومن خلال التدريس الخاص. عادة ما يتم التوظيف في مدارس اللغات على مدار السنة، كما أن هناك طلبًا مرتفعًا على معلمي اللغة الإنجليزية  لقطاع الأعمال. هناك دورات تدريبية عالية الجودة  لتعليم اللغة الإنجليزية لغةً أجنبية في كوستاريكا، تقوم هذه الدورات علي تقديم شهادات بالإضافة إلى المساعدة  في التوظيف بعد الانتهاء منها.
أفريقيا
لقد تم ربط تعليم  اللغة الإنجليزية لغةً أجنبية في إفريقيا تاريخياً ببرامج المساعدة مثل هيئة السلام الأمريكي أو منظمة الخدمة التطوعية متعددة الجنسيات في الخارج، بالإضافة إلى برامج المساعدة الأخرى. توظف معظم الدول الأفريقية معلمين محليين يتحدثون لغتين. لقد جعل الفقر وعدم الاستقرار في بعض البلدان الأفريقية من الصعب اجتذاب المعلمين الأجانب. كان هناك زيادة في الاستثمار الحكومي في التعليم والقطاع الخاص المتنامي.